# فرودگاه لانگ آکا
فرودگاه لانگ آکا (به انگلیسی: Long Akah Airport) (به زبان بومی: Lapangan Terbang Long Akah) یک فرودگاه همگانی با کد یاتا LKH است که یک باند فرود آسفالت دارد و طول باند آن ۶۸۰ متر است. این فرودگاه در کشور مالزی قرار دارد و در ارتفاع ۸۸ متری از سطح دریا واقع شده است.

## شرکت‌های هواپیمایی و مقصدهای پروازی
| شرکت‌های هواپیمایی                 | مقصدهای پروازی |
| --------------------------------- | -------------- |
| مالزی ایرلاینز اجرا توسط MASwings | مارودی، میری   |